# Amidon (Dacota do Norte)
Amidon é uma cidade localizada no estado norte-americano de Dacota do Norte, no Condado de Slope.

## Demografia
Segundo o censo norte-americano de 2000, a sua população era de 26 habitantes. 
Em 2006, foi estimada uma população de 24, um decréscimo de 2 (-7.7%).

## Geografia
De acordo com o United States Census Bureau tem uma área de 
1,6 km², dos quais 1,6 km² cobertos por terra e 0,0 km² cobertos por água.

## Localidades na vizinhança
O diagrama seguinte representa as localidades num raio de 40 km ao redor de Amidon. 